# Gunnar Andersen (saltador d'esquí)
Gunnar Andersen   (Modum, 26 de febrer de 1909 - 26 de juny de 1988) va ser un saltador d'esquí noruec que va competir durant la dècada de 1930. En el seu palmarès destaca una medalla d'or al Campionat del Món d'esquí nòrdic de 1930.